# Leonard Mandel
Leonard Mandel (9 de mayo de 1927 – 9 de febrero de 2001) fue un físico estadounidense especializado en óptica cuántica. Desempeñó el cargo de Profesor Emérito Lee DuBridge de físicas y óptica en la Universidad de Rochester. Con Emil Wolf, publicó el libro de referencia Coherencia Óptica y Óptica Cuántica.

## Semblanza
En palabras de Jeff Kimble y de Emil Wolf en la revista Physics Today:
| "Mandel es ampliamente reconocido como uno de los padres fundacionales del campo de la óptica cuántica. A pesar de que hizo contribuciones seminales en la mayoría de los aspectos de la óptica cuántica, el tema central de su investigación fue la exploración de la naturaleza de la luz a través de perspicaces análisis teóricos y un conjunto de experimentos pioneros que se convirtieron en hitos de refsrencia. Desde el principio de mecánica cuántica no hubo otra persona que investigase tan profundamente y que incrementase tan espectacularmente nuestro entendimiento de los aspectos cuánticos de la luz." |

(NOTA: El lector es instado a leer una descripción más detallada del trabajo de Mandel en la necrología completa publicada por Physics Today en el enlace que figura al final del artículo).
Mandel Nació en Berlín, Alemania, donde su padre, Robert (Naftali) Mandel, había emigrado de Europa Oriental. Obtuvo un grado en matemáticas y física en 1947 y un doctorado en física nuclear en 1951 por el Birkbeck College de la Universidad de Londres, en el Reino Unido. Comenzó a trabajar como agente técnico en las Industrias Químicas Imperiales en Welwyn, Reino Unido, en 1951. En 1955, pasó a ser lector universitario, y más tarde, conferenciante sénior en el Imperial College de Londres, puesto en el que permaneció hasta 1964, cuando la Universidad de Rochester lo contrató como profesor de física.
Publicó más de 260 artículos científicos sobre problemas de coherencia óptica, láseres, interacciones cuánticas y estados no clásicos de la luz. Junto con el profesor Emil Wolf, Mandel organizó una serie de conferencias internacionales, conocidas como las Conferencias de Rochester sobre Coherencia y Óptica Cuántica, que fueron extremadamente influyentes en la historia del campo de la Óptica Cuántica.
Mandel era consejero de aproximadamente 24 revistas científicas y 6 agencias de investigación. Perteneció al consejo de administración de la Sociedad Óptica de América (1985-1988), y fue editor asociado de la Revista de la Sociedad Óptica (1970-1976 y 1982-1983). Mandel era también miembro del Consejo Editorial de las revistas Physical Review y Quantum Optics. Además de por sus revolucionarias investigaciones, Mandel era conocido como un profesor excepcional y en 1992 recibió el Premio de Enseñanza de la Universidad de Rochester. Falleció a los 73 años de edad en su casa de Pittsford, en Nueva York.

## Premios
Mandel era miembro de la Sociedad Óptica de América y de la Sociedad Física Americana, y recibió los premios siguientes:
- 1982 - Premio Max Born, otorgado por la Sociedad Óptica de América. Mandel fue el primer receptor del premio.
- 1987 - Medalla Marconi, otorgada por el Consejo de Investigación Nacional Italiano.
- Medalla y Premio Thomas Young de 1989, por sus señaladas investigaciones en el campo de la óptica.
- Medalla Frederic Ives de 1993, en reconocimiento de sus aportaciones ópticas.